# Phaea copei
Phaea copei är en skalbaggsart som beskrevs av Chemsak 2000. Phaea copei ingår i släktet Phaea och familjen långhorningar.
Artens utbredningsområde är Costa Rica. Inga underarter finns listade i Catalogue of Life.